# Municipio de Tizimín
Tizimín es uno de los 106 municipios del estado mexicano de Yucatán. Su cabecera municipal es la localidad homónima de Tizimín. Ubicado en el litoral nor-oriente del estado de Yucatán, siendo su municipio más extenso y representando su territorio el 11% de la superficie total del estado.

## Toponimia
El vocablo Tizimín en lengua maya está referido al tapir, animal que, se entiende, abundaba en la región. A la llegada de los españoles a la región se le conocía con el nombre de Te-tzimin-cah o Tzimintán. Esto significaría Lugar de Tzimin, es decir, lugar del Tapir.

## Historia
- El municipio de Tizimín era parte, en tiempos anteriores a la conquista de Yucatán, de la provincia de los cupules.
- Se ignora La fecha de la fundación de Tizimín, pero se sabe que hacia el año 1542 el capitán español Sebastián Burgos, acompañante de Francisco de Montejo (el Sobrino), conquistó  este territorio.
- 1543: Se funda a orillas de la aguada Chouac-Há, actualmente en el municipio de Tizimín, la villa de Valladolid que después es trasladada a su emplazamiento actual.
- En Tizimín se establece el sistema de encomienda, mismo que prevalece durante toda la época colonial, desde 1547 hasta, 1821. El entonces pueblo de Tizimín pertenecía a la jurisdicción de Valladolid (Yucatán).
- 1824: El Congreso del Estado decreta el restablecimiento de las repúblicas indígenas. La geografía del actual territorio del municipio de Tizimín correspondió a una de esas repúblicas.
- 1825: Después de la independencia de Yucatán y su posterior anexión al resto de la México, el pueblo de Tizimín se transformó en la cabecera del partido del mismo nombre.
- 1890: En este año el párroco de la villa de Tizimín donó al obispo de Yucatán, Crescencio Carrillo y Ancona, un extraño manuscrito que se ha denominado Chilam Balam de Tizimín y que actualmente se conserva en el Museo Nacional de Antropología (México).
- 1913: En noviembre se inauguran las obras del ferrocarril Espita-Tizimín. Ese mismo día llega la primera locomotora a Tizimín.
- 1922: Tizimín pierde su categoría de villa y se convierte en pueblo, cabecera de municipio.
- 1978: Hacia finales del gobierno de Francisco Luna Kan, el entonces pueblo de Tizimín se eleva a la categoría de ciudad.

## Administración
La ciudad ha tenido 31 presidentes municipales en el periodo que va de 1941 hasta 2027.

## Geografía

Mapa topográfico del municipio.

El municipio de Tizimín se encuentra a 160 kilómetros de la ciudad de Mérida.

### Límites municipales
Tiene límites administrativos con los siguientes municipios y/o accidentes geográficos, según su ubicación:
| Noroeste: Río Lagartos     | Norte: Golfo de México |                                      |
| Oeste: Panabá, Sucilá      |                        | Este: Lázaro Cárdenas (Quintana Roo) |
| Suroeste: Espita, Calotmul | Sur: Temozón, Chemax   |                                      |

## Demografía
Principales localidades
El territorio del municipio de Tizimín albergaba a 451 localidades habitadas en el año 2010, aunque solamente 8 de ellas superaban los 500 habitantes.
| Localidades mayores de 500 habitantes en el municipio de Tizimín | Localidades mayores de 500 habitantes en el municipio de Tizimín | Localidades mayores de 500 habitantes en el municipio de Tizimín | Localidades mayores de 500 habitantes en el municipio de Tizimín |
| Código INEGI                                                     | Localidad                                                        | Coordenadas                                                      | Habitantes                                                       |
| ---------------------------------------------------------------- | ---------------------------------------------------------------- | ---------------------------------------------------------------- | ---------------------------------------------------------------- |
| 310960001                                                        | Tizimín                                                          | 21°08′33″N 88°09′53″O / 21.14250, -88.16472                      | 46.971                                                           |
| 310960008                                                        | Colonia Yucatán                                                  | 21°12′45″N 87°43′33″O / 21.21250, -87.72583                      | 1.264                                                            |
| 310960009                                                        | El Cuyo                                                          | 21°30′57″N 87°40′42″O / 21.51583, -87.67833                      | 1.567                                                            |
| 310960019                                                        | Dzonot Carretero                                                 | 21°24′07″N 87°52′39″O / 21.40194, -87.87750                      | 2.184                                                            |
| 310960034                                                        | Popolnáh                                                         | 20°59′36″N 87°33′51″O / 20.99333, -87.56417                      | 3.276                                                            |
| 310960069                                                        | Sucopó                                                           | 21°09′40″N 88°02′51″O / 21.16111, -88.04750                      | 1.517                                                            |
| 310960071                                                        | Tixcancal                                                        | 21°02′04″N 87°51′05″O / 21.03444, -87.85139                      | 2.165                                                            |
| 310960509                                                        | Chan Cenote                                                      | 20°59′28″N 87°47′06″O / 20.99111, -87.78500                      | 2.225                                                            |
| Fuente: INEGI, Archivo Histórico de Localidades (2010).          |                                                                  |                                                                  |                                                                  |

## Economía
Tizimín es el segundo municipio más importante económicamente del estado de Yucatán, solo después del municipio de Mérida. Cuenta con una gran diversificación productiva. Las principales actividades se desarrollan en los sectores agropecuario, forestal, industrial, la pesca y el turismo. Su producción de carne, leche y queso atiende un gran porcentaje de las necesidades del estado de Yucatán y del vecino territorio norte del estado de Quintana Roo, incluyendo una buena parte de la robusta demanda de Cancún. Este municipio es uno de los principales motores de la economía del sureste mexicano. Para el 2015 en el estado de Yucatán la mayor aportación al pib la realizó el sector terciario dejando en duda lo importancia económica del municipio ya que su aportación es apenas del 3.81 %.
Apoyando este activo desarrollo económico, el municipio cuenta una amplia red de infraestructura educativa, de salud, carretera y hotelera.

## Educación
| Tipo                                        | Alumnado | Grupos | Docentes | Escuelas |
| ------------------------------------------- | -------- | ------ | -------- | -------- |
| Educación preescolar                        | 3.431    | 244    | 152      | 71       |
| Educación primaria                          | 10.910   | 602    | 411      | 81       |
| Educación secundaria                        | 4.070    | 163    | 280      | 32       |
| Bachillerato                                | 2.910    | 84     | 203      | 12       |
| Total                                       | 21.321   | 1.093  | 1.046    | 196      |
| Fuente: Secretaría de Educación de Yucatán. |          |        |          |          |

## Atractivos turísticos
- Cenotes
  - Pacchen
  - 3 Bocas
  - Azul

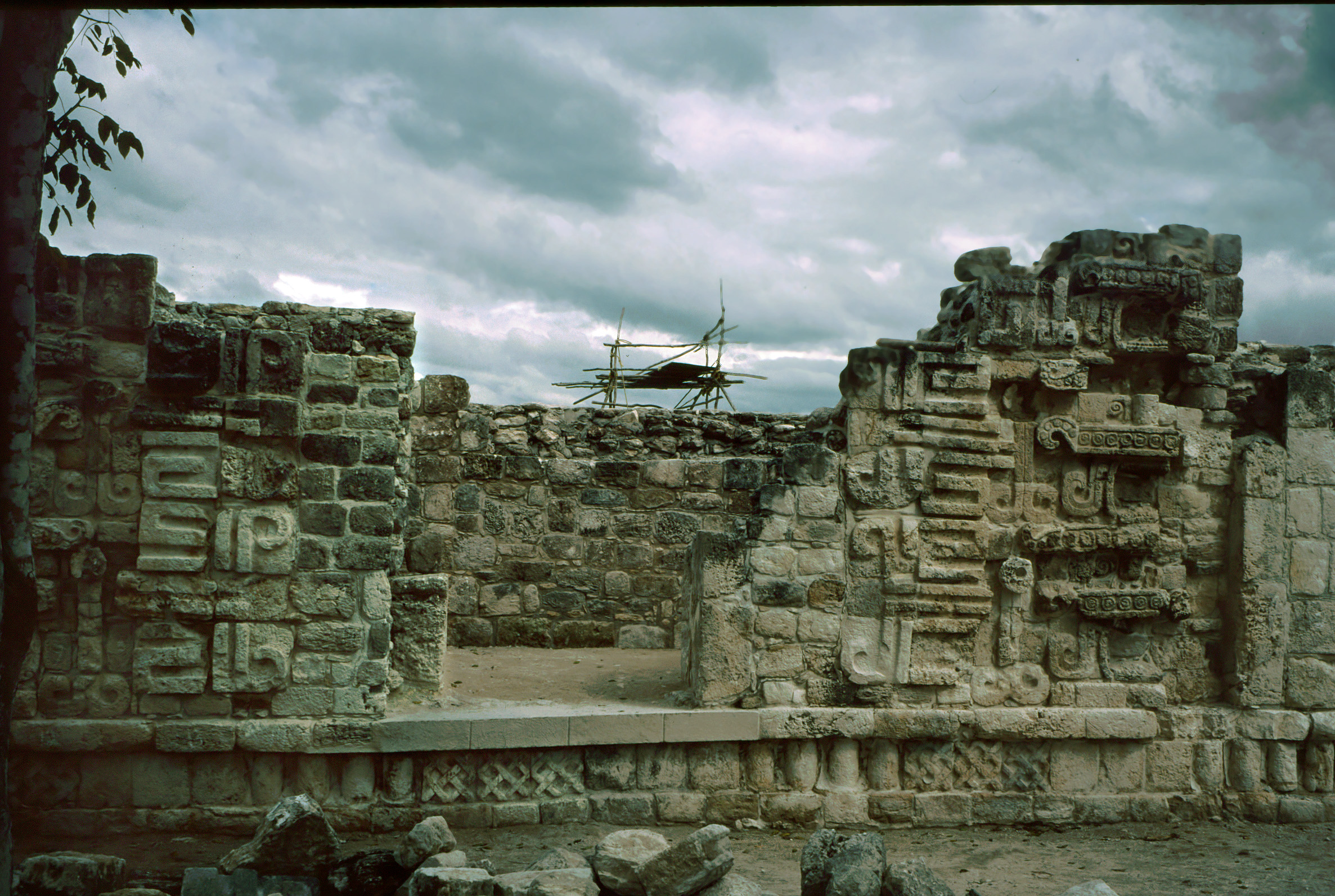
Vestigios arqueológicos de Kulubá

- El exconvento y parroquia de los Santos Reyes construido en el siglo XVII
- Exconvento e  Iglesia de San Francisco construido en el siglo XVI.
- Vestigios arqueológicos:
  - Kulubá
  - Dzonot Aké
  - El palmar
  - Chunhuele
  - Xlacab
  - Panabá
  - Haltunchen
  - Xuencal
- Anualmente se realiza la Fiesta de los Reyes Magos de Tizimín, feria agrícola ganadera, industrial y artesanal, acompañando a las celebraciones religiosas de los Santos Reyes. Los populares festejos se inician el 28 de diciembre para concluir el 7 de enero del siguiente año.